# Pareophora
Pareophora är ett släkte av steklar som beskrevs av Friedrich Wilhelm Konow 1886. Pareophora ingår i familjen bladsteklar.
Släktet innehåller bara arten Pareophora pruni.